# فیلیپ زونتاگ
فیلیپ زونتاگ (آلمانی: Philipp Sonntag؛ زادهٔ ۱۸ دسامبر ۱۹۴۱) بازیگر، مؤلف، فیلم‌نامه‌نویس، کارگردان و هنرمندِ هنرهای تجسمی اهل آلمان است.
فیلیپ زونتاگ دانش‌آموختهٔ رشتهٔ بازیگری در آکادمی هنرهای زیبا، مونیخ است و کارش را با تئاتر آغاز نمود. او تاکنون در بیش از ۵۰ فیلم سینمایی و مجموعهٔ تلویزیونی بازی کرده‌است.
از فیلم‌ها یا سریال‌های تلویزیونی که وی در آن‌ها نقش داشته‌است، می‌توان به ماشین اسباب‌بازی سرخ آتشین، طوفان عشق و هتل بزرگ بوداپست اشاره نمود.